# BAP Teniente Palacios
El BAP Teniente Palacios fue uno de los dos sumergibles ordenados al astillero francés Messieurs Schneider & Cía. para la Marina de Guerra del Perú. Fue nombrando Palacios, en honor al marino peruano Enrique Palacios de Mendiburu, que combatió en la Guerra del Pacífico y que luchó en el Combate naval de Angamos, siendo uno de los últimos comandantes peruanos del monitor Huáscar, falleciendo a causa de sus heridas.

## Contexto histórico
Tras la Guerra del Pacífico, la Marina peruana se encontraba en una situación de casi inexistencia, pues la mayoría de sus unidades se habían perdido durante el conflicto. Se adquirieron un par de transportes: el Vilcanota (1884) y el Perú (1885). En 1888, llegó al Perú el crucero Lima, adquirido durante el conflicto con Chile, pero que fuera retenido por Gran Bretaña. En los años siguientes se fueron incorporaron los transportes Iquitos, Chalaco, Santa Rosa y Constitución.
En 1907, arribaron al Callao los cruceros Almirante Grau y Coronel Bolognesi. Tres años antes se había contratado a una misión naval francesa a cargo del capitán de fragata Paul de Marguerye, para reestructurar la organización y el funcionamiento de la Escuela Naval. 
En esa misma época, el Perú enfrentaba un clima de tensión diplomática por asuntos limítrofes con todos sus vecinos; clima que propició, con influencias de la misión francesa, la compra de dos sumergibles para la Marina peruana.

## Construcción y llegada al Perú
Tras firmarse el contrato, se inició la construcción de los sumergibles entre abril y mayo de 1910. Al concluirse, la empresa francesa se vio en la situación difícil de transportar estas dos pequeñas unidades al puerto del Callao desde Francia. Para ello, Maxime Laubeuf (el mismo ingeniero que diseñó los sumergibles), construyó el Kangourou, un verdadero dique que navegaba y que podía llevar en seco, en su interior, un submarino de hasta 60 metros de eslora, a grandes distancias. 
El Kangourou partió nuevamente de Toulón en agosto de 1913, pues ya había zarpado en 1911 con el otro submarino peruano, el Ferré. Esta vez, el carguero llevaba consigo al Palacios, con las mismas órdenes de tocar puerto en Río de Janeiro, Montevideo, Buenos Aires y desde allí hacer el viaje directo al Callao, recorrido que esta vez sí pudo conseguir. El 18 de octubre de 1913 llegaba al Callao el vapor, trayendo en su interior al segundo submarino de la armada peruana, el Teniente Palacios, que hizo su primera inmersión en aguas peruanas el 5 de noviembre, el mismo día en el cual el año anterior el Ferré había realizado la misma acción.

## Baja
A causa del estallido de la Primera Guerra Mundial, la Marina peruana no pudo adquirir los repuestos vitales que necesitaban este buque de origen francés. Sin embargo, continuó prestando servicio hasta 1919.  En 1920 se determinó suspender los ejercicios de inmersión, y el 28 de septiembre de 1921 se dispuso su desarme definitivo, junto al Ferré.

### Buques de la clase
BAP Teniente Ferré